# Agathia chizumon
Agathia chizumon är en fjärilsart som beskrevs av Inoue 1956. Agathia chizumon ingår i släktet Agathia och familjen mätare. Inga underarter finns listade i Catalogue of Life.